# 香港天文台總部

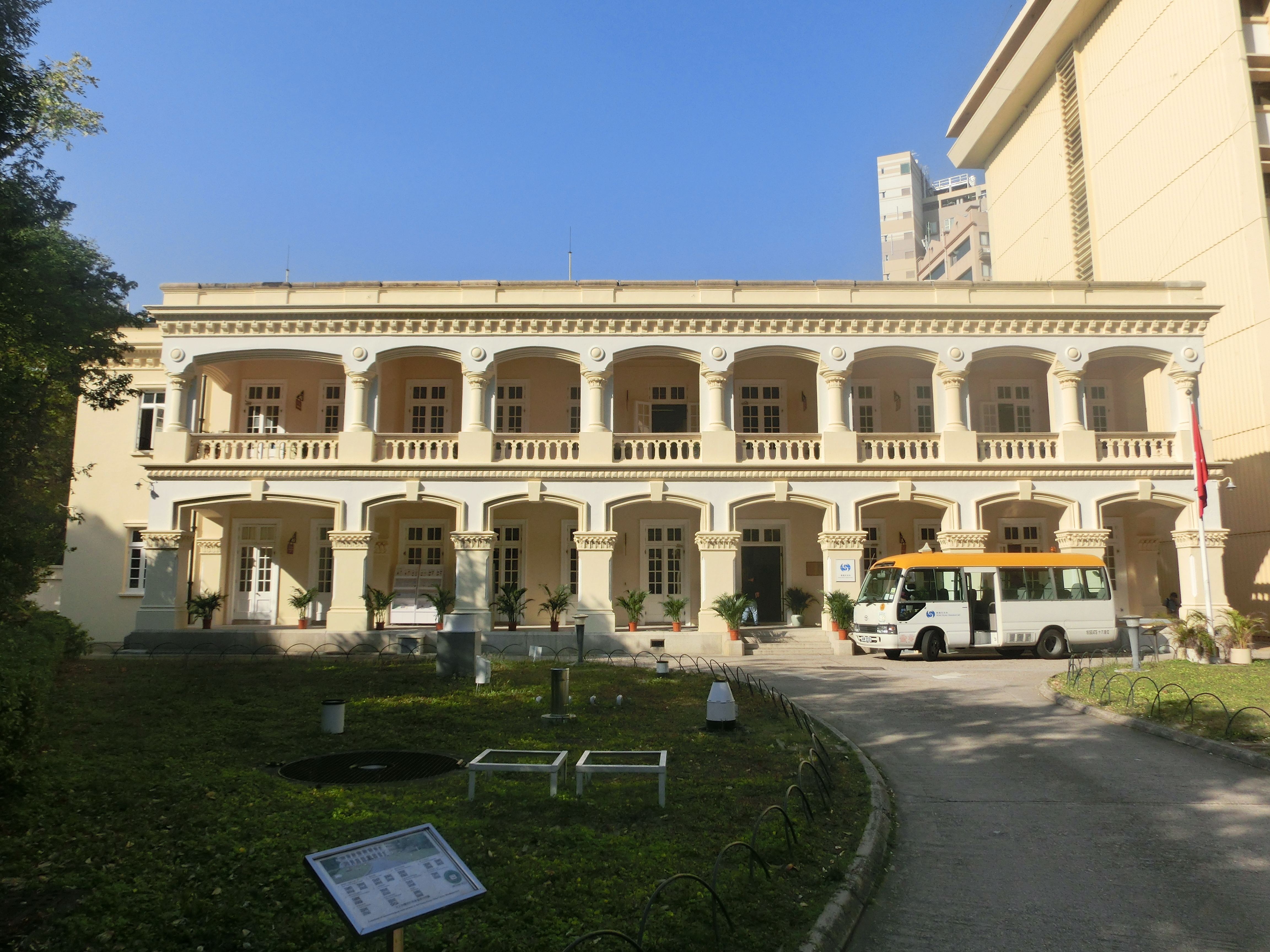
香港天文台總部

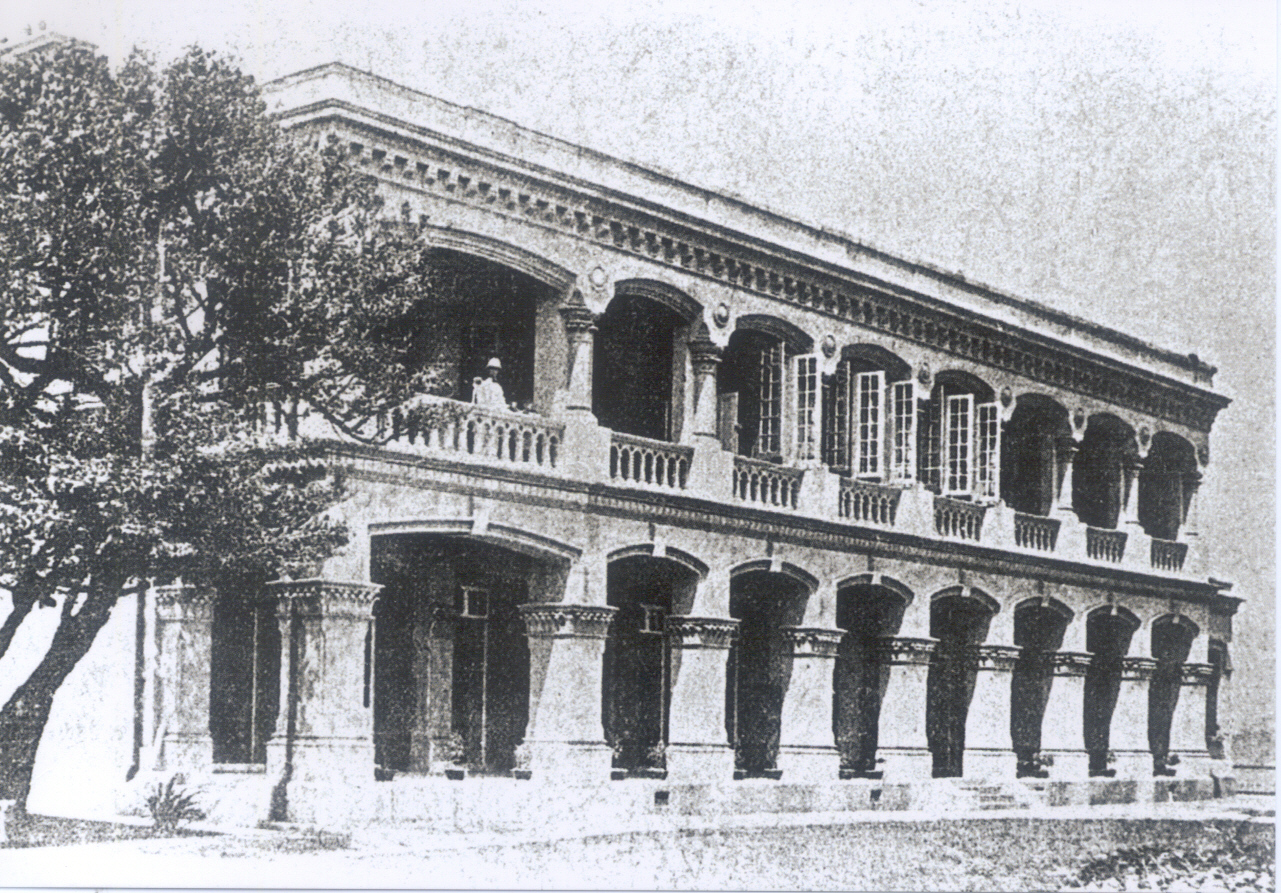
1913年的天文台總部

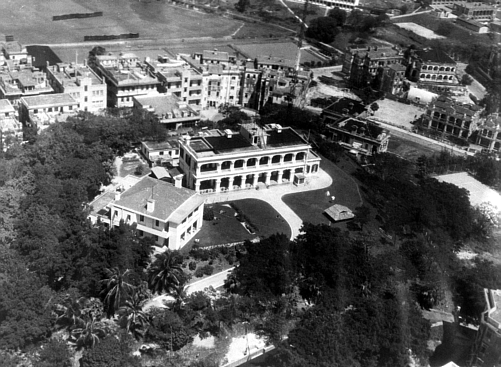
1950年的天文台總部

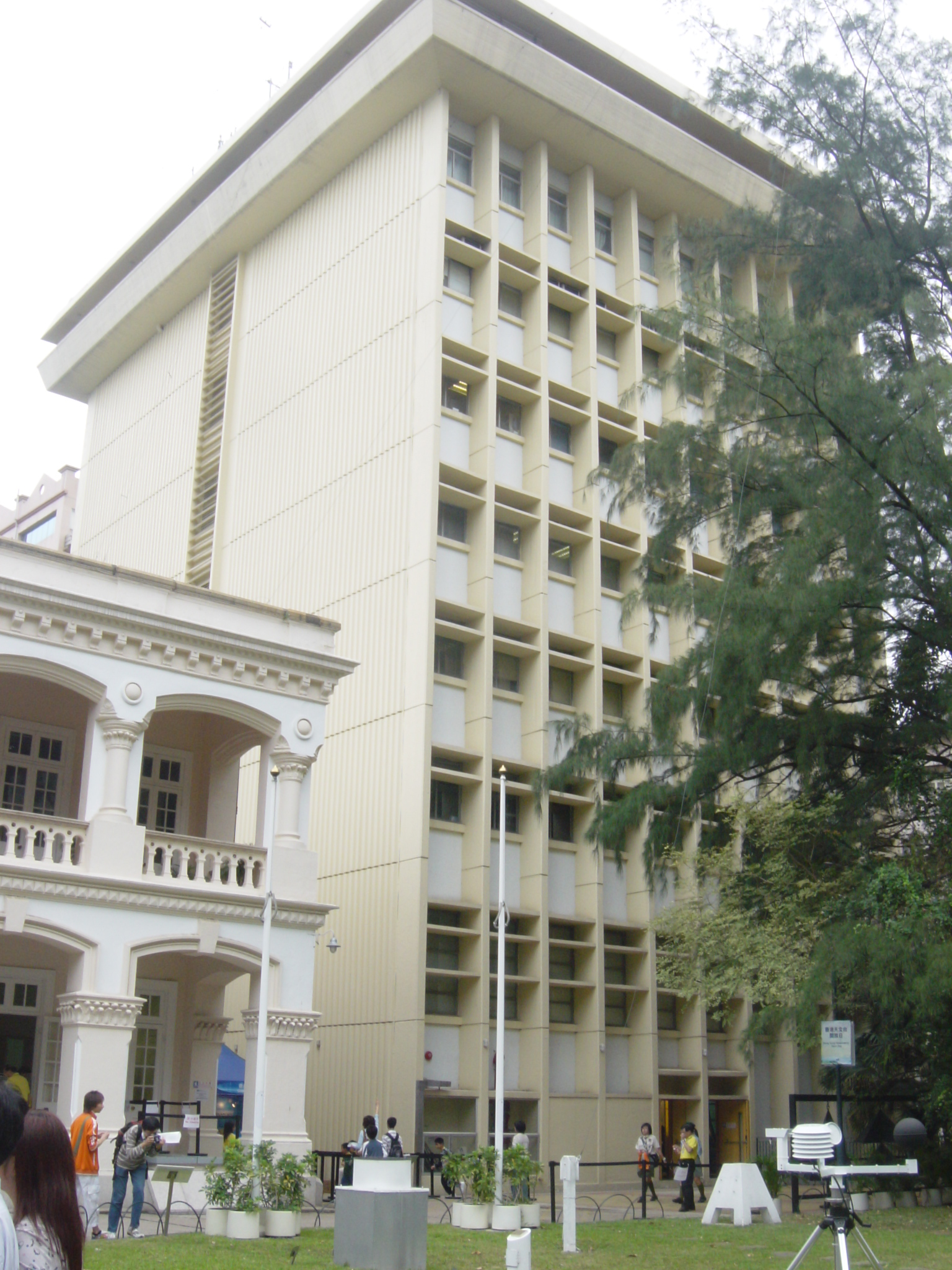
1983年落成的百周年紀念大樓

22°18′07.79″N 114°10′26.86″E / 22.3021639°N 114.1741278°E
香港天文台總部（英語：Hong Kong Observatory Headquarters，又稱尖沙咀天文台），是香港天文台的主要建築物，位於九龍尖沙咀彌敦道134A號，坐落在天文台山上（舊稱伊利近山）。天文台總部建於1883年（142年樓齡），其中主要建築物為樓高兩層的1883大樓（於1984年被香港古物古蹟辦事處列為香港法定古蹟），其他包括於1983年落成的香港天文台百周年紀念大樓。

## 歷史
天文台1883年建成時是尖沙咀位置最高的建築物，在32米高的伊利近山，東南西北視野無擋，維港、香港島、九龍一帶高山、大嶼山亦可見到，是觀測氣象的良好位置。樓高兩層的1883大樓為一長方形的磚砌建築物，成立初年設有台長辦公室、測風機、修正時鐘機及風雨針等儀器，室外設有量雨機、寒暑表、觀星儀及日光測驗機等儀器。於1910年代，在對出草坪地底加建地震監測室，由樓梯連接1883大樓的地下外廊。到今時今日，1883大樓設有台長級辦事處、行政部門辦公室、台長會議室和歷史展覽室。而今日大樓外的草地則設有空氣溫度濕度計、地面和地底溫度計、雨量計、微氣候監測站、暑熱壓力計、風速計等儀器。草坪旁邊亦掛有許多當年在鐵塔上懸掛的風球，以警告市民大眾和維港船隻颱風的來臨，但於1960-70年代，隨着電台電視普及化，掛風球制度陸續取消，而天文台亦開始被重重大廈徹底包圍，外面難以窺探。
1955年，天文台總部開始進行人工造雨試驗，並於天文台山山頂安裝噴水站。
1974年初，天文台訂購電腦系統以取代人力預測天氣。
1980年，天文台總部興建9層高的新辦公大樓，即後來的百周年紀念大樓。
大樓旁的別墅為天文台台長住所，再向西走進入樹林亦有多一棟獨立屋，供助理台長和高級科學主任入住。7層高的百周年紀念大樓内則設有天文台各主要技術部組辦公室及天氣預測總部。東面的天文台道及天文台圍亦因為天文台總部而得名。
天文台於1990年代開始租用於美麗華大廈內的一個達1.1萬平方呎的單位，供70多名職員使用、另外京士柏氣象站和機場氣象所亦有同事駐守。

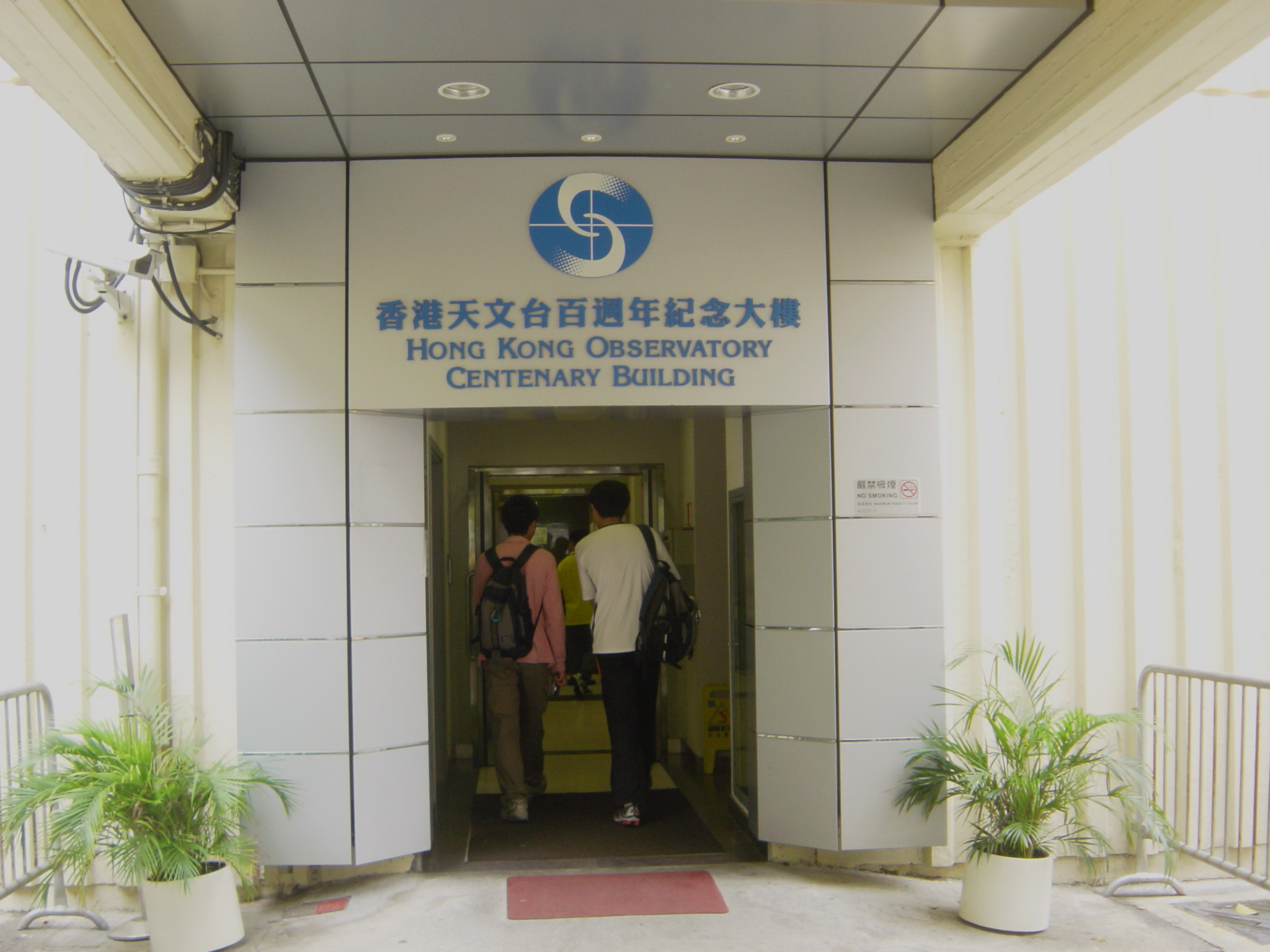
天文台百周年紀念大樓入口
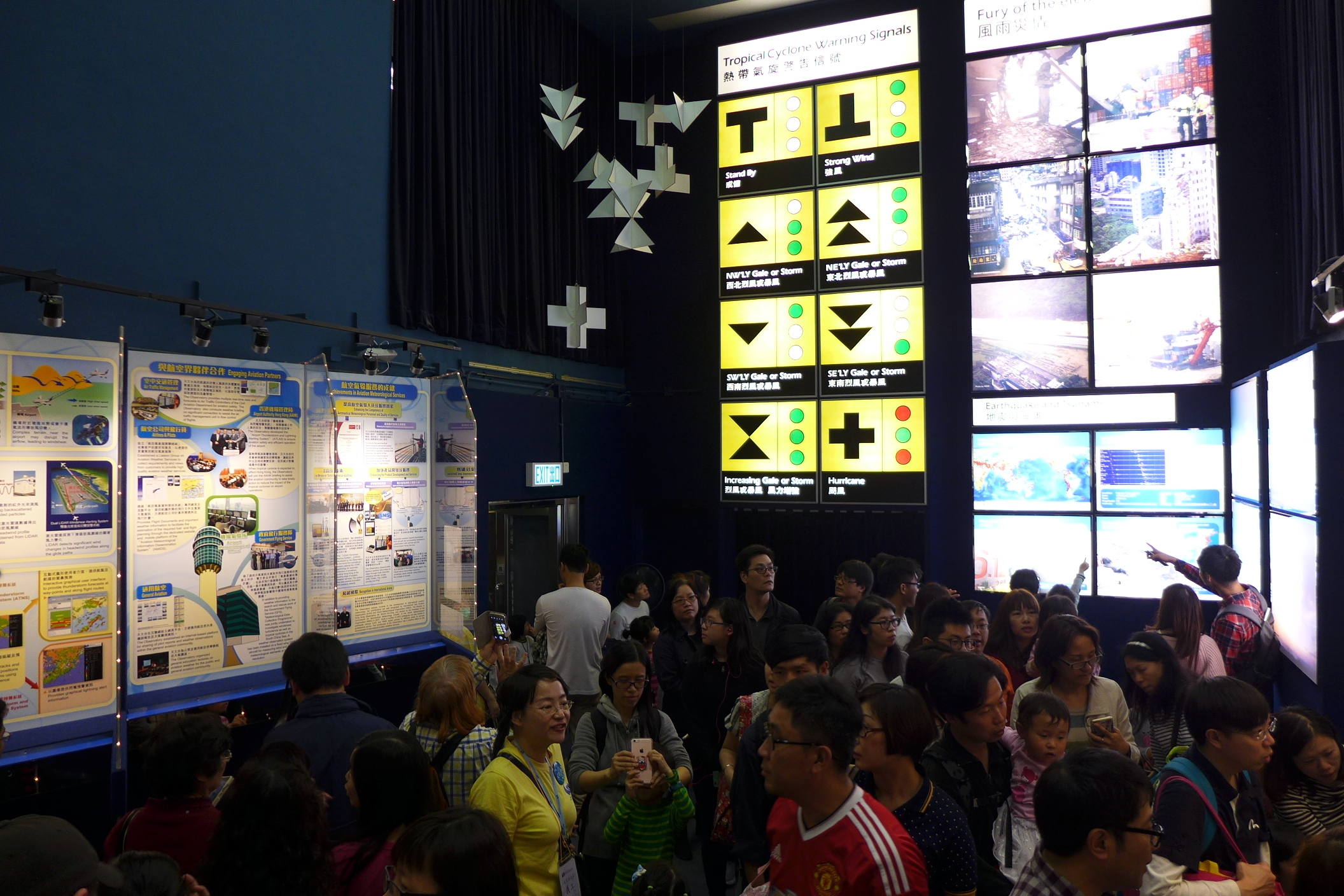
天文台百周年紀念大樓展覽廳

## 開放日
天文台總部於每年3月均會舉辦開放日來慶祝3月23日的世界氣象日。

## 未來發展
2012年3月20日，天文台透露以未來發展需要推算，總部的樓面面積連同於毗鄰美麗華大廈租借的逾萬呎辦公室將會不敷應用，長遠希望在總部內擴建。初步考慮方案包括改建停車場或重建百周年紀念大樓。以目前百周年紀念大樓高8層計算，預計新大樓需要高達16層才能夠滿足未來需求，天文台亦希望可以建造氣候花園、增加設備公眾資源中心，日後將總部全面開放。
由於租用美麗華大樓的辦公室需要繳付昂貴租金，天文台希望長遠可以擴建總部，並且放棄租用辦公室。由於總部內除了百周年紀念大樓，其餘建築物均已經被列為法定古蹟，改建或加建均不容易，故此初步考慮選擇重建百周年紀念大樓，或者在停車場空地加建新大樓，用以增加設備實驗室及增加測量儀器等設備。
2021年，天文台擬議在總部現有露天停車場及附近位置加建一座副樓，另同時翻新1926年建成的紅屋為歷史室，屆時副樓將設有綜合預警中心、氣象數據及電腦中心、錄影室等，以解決空間不足的問題。工程起初預計於2024年第一季施工，2027年完成。2024年12月，香港天文台向立法會提交修改後的規劃，增加可建樓面面積至6.5萬平方米，並申請撥款6.4億港元，在總部停車場興建4層高的副樓，內部將設立綜合預警中心、氣象數據及電腦中心等設施，預計2029年落成，並增設「一帶一路」國家氣象培訓中心。

## 外部連結
- 香港天文台——建築物 （页面存档备份，存于）
- 香港特別行政區政府 香港天文台 （页面存档备份，存于）
- 1983年香港皇家天文台百周年紀念郵票-1 （页面存档备份，存于）
- 1983年香港皇家天文台百周年紀念郵票-2
- 康樂及文化事務署-古物古蹟辦事處  （页面存档备份，存于）